# Propuesta para la Reactivación Laboral en España
El Manifiesto de los 100, o de los 100 economistas, presentado oficialmente como Propuesta para la Reactivación Laboral en España, es un manifiesto firmado por cien economistas en mayo de 2009 a favor de una reforma del mercado laboral en España.
La tesis principal que defiende el manifiesto es que la crisis económica supone una destrucción de empleo superior en España que en otros países de su entorno. Concretamente, se mencionan cuatro puntos que supuestamente contribuyen a que la destrucción de empleo sea mayor en España:
- La «dualidad laboral», caracterizada por una tasa de temporalidad que se mantiene desde los años 80 en el 30%.
- La rigidez de la negociación colectiva entre patronal y sindicatos.
- La falta de cobertura de los mecanismos de protección a los desempleados, y la desincentivación de la búsqueda de empleo.
- Falta de políticas que persiguen ayudar a los desempleados en su búsqueda de trabajo.

Para acabar con la dualidad laboral, el manifiesto propone la desaparición de todos los contratos temporales salvo el de interinidad y la introducción de una única modalidad de contrato indefinido para todas las nuevas contrataciones caracterizado por una indemnización por despido creciente según la antigüedad en el puesto.
Acerca de la negociación colectiva, se propone que los acuerdos de empresa prevalezcan sobre los convenios colectivos de ámbito superior.
Sobre la protección de los parados, el manifiesto propone alargar la duración de la prestación por desempleo mientras la crisis no remita, pero a largo plazo considera preferible aumentar la cuantía de la prestación durante los primeros meses en lugar de aumentar la duración de la misma. También propone seguir el «modelo austriaco» para las cotizaciones, de forma que una parte se acumule en un fondo de ahorro a disposición del trabajador en caso de perder su empleo o jubilarse. Además, propone un sistema de bonus/malus en el sentido de reducir las cotizaciones sociales a las empresas que lleven a cabo menos despidos y penalizar a las que despidan más.